# Gustav Angelbis
Gustav Franz Angelbis (* 13. September 1853 in Bonn; † 13. Februar 1889 in Berlin) war ein deutscher Geologe und Petrologe an der Preußischen Geologischen Landesanstalt (PGLA). 

## Leben
Angelbis, Sohn des Kaufmanns Franz Angelbis und dessen Ehefrau Helene Haas, wurde 1877 an der Universität Bonn in Geologie promoviert (Petrographische Beiträge). Von 1876 bis 1886 war er bei der PGLA tätig.
Er befasste sich vor allem mit der Geologie und Petrographie von Eruptivgesteinen im Rheinland und Hessen, zum Beispiel den Bimssteinen und  Basalt- und Trachytkuppen im Westerwald, die er mit Ernst Heinrich von Dechen kartierte und die er petrographisch untersuchte, oder mit älteren Eruptivgesteinen wie dem Grünstein in Hessen-Nassau (Lahn-Dill-Gebiet). Er erstellte unter anderem die geologische Karte (1:25.000) von Montabaur (1882) und Marienberg (mit Adolf Schneider, erschienen 1891). Angelbis war Mitglied der Deutschen Geologischen Gesellschaft.
Gustav Angelbis blieb unverheiratet und starb 1889 mit nur 35 Jahren in Berlin.

## Schriften (Auswahl)
- Petrographische Beiträge. In: Verhandlungen des naturhistorischen Vereines der preussischen Rheinlande und Westfalens, 34. Jahrgang (Vierte Folge: 4. Jahrgang), Bonn 1877, S. 118–130. Archive (Dissertation)
- Ueber die Bimssteine des Westerwaldes. In: Jahrbuch der Königlich Preußischen geologischen Landesanstalt und Bergakademie zu Berlin für das Jahr 1881. Berlin 1882, S. 393–411. Archive
- Das Alter der Westerwälder Bimssteine. In: Jahrbuch der Königlich Preußischen geologischen Landesanstalt und Bergakademie zu Berlin für das Jahr 1882. Berlin 1883, S. 1–9. Archive
- Über die Entstehung des Neuwieder Beckens. In: Jahrbuch der Preußischen geologischen Landesanstalt zu Berlin für das Jahr 1882. Berlin 1883, S. 10–28. Archive
- Mittheilung des Herrn G. Angelbis über Untersuchungen auf dem Westerwalde und in der Lahngegend. In: Jahrbuch der Königlich Preußischen geologischen Landesanstalt und Bergakademie zu Berlin für das Jahr 1884. Berlin 1885, S. LVI–LX. Archive